# Светосавски бал
Светосавски бал представља најпрестижније окупљање српске заједнице у главном граду Аустрије и истовремено део чувене бечке балске сезоне и светосавских свечаности. Ова свечаност представља спајање различитих поднебља из којих људи потичу и у којима живе. Балска сезона у Аустрији традиционално се одржава у палати Хофбург, која почиње средином новембра и траје до краја фебруара.
Беч је једини град на свету који је очувао активну балску сезону, од новембра до фебруара. Истовремено је и дом великој популацији српске заједнице, као и другим народима с Балкана, који га обогаћују својим културном наслеђем. Сам бал представља спој хабзбуршке високе културе и богатог балканског духа.
Јубиларни 25. Светосавски бал одржаће се 18. јануара 2024. године у палати Хофбург. 
Годишњи Светосавски бал се одржава и при Епархији канадској.

## Историјат
Идеја за организовање Светосавског бала и обнављање традиције настала је када је друштво „Јохан Штраус” из Беча затражило подршку српских привредника у Аустрији за штампање саборних дела Јохана Штрауса. У оквиру тих дела налазио се и „Српски кадрил”. Трагајући за историјатом настанка композиције, изведен је закључак да је тадашњи кнез Милош Обреновић, који је од 1842. године живео у Бечу и посећивао бечке балове, дао налог Јохану Штраусу сину Млађем да напише композицију прикладну за Светосавски бал.  Тако је настала композиција „Српски кадрил”, а иста је први пут изведена на Светосавском балу у Бечу 1846. године у Свечаној сали палате Хофбург. Милош Обреновић је Славенским балом желео да окупи угледне Србе који су живели и радили у аустријској престоници у то време, а међу њима су били и великани Вук Стефановић Караџић и Бранко Радичевић. Славенском балу својим присуством су на значају давали стране дипломате, српски званичници, високи официри са својим породицама, као и многи угледни грађани Аустрије.

### Обнављање традиције балова
После 100 година паузе, у јануару 1998. године поново је одржан Српски бал у Бечу, овога пута под називом „Светосавски бал”. То име бал носи и данас, а добио га је по првом српском архиепископу и просветитељу, Светом Сави. 
Организатор бала је био Српски Културни Центар, основан почетком 1997.године. За првог председника је био изабран господин Драгослав Хаџиђорђевић, за чијег мандата је и организован Светосавски бал, након тачно 100 година. Програм бала је  приредио професор Никола Рацков.  

### Спој две културе
Званични програм Светосавског бала повезује две културе. На њему се изводе бечки валцер и српске традиционалне игре. Оперске арије и шансоне су део балског програма, као и неизоставни „Српски кадрил” Јохана Штрауса Млађег. Светосавски бал годинама успева да окупи грађане српске заједнице у дијаспори. Међу балским гостима срећу се угледни гости из сфере културе, образовања и науке, дипломате, свештенство, али свакако и студенти, пословни људи и обични народ, независно од порекла и националности. 

## Простор
Светосавски бал се од 2023. године одржава у историјским салама некадашње зимске царске резиденције Хофбург у Бечу. Од 13.века до 1918. године, Хофбург је била зимска резиденција аустријске царске породице Хабзбург. Данас су у овом здању смештене најважније аустријске државне институције попут председничке канцеларије и Националне библиотеке. У овом комплексу се одржавају неки од значајнијих бечких балова, међу којима је и Светосавски. 
Хофгург палату, а самим тим и простор у коме се одржава свечаност чине: 
- Свечана сала
- Церемонијална сала
- Зимска башта
- Бочна галерија
- Хофбург галерија
- Хофбург салон
- Сала краљевске свите
- Витешка сала
- Мермерна сала
- Тајна одаја
- ОЕБС сала
- Предсобље

### Свечана сала
Свечана сала површине 989m² је највећа у читавом комплексу Хофбурга. Конципирана је као престолна дворана, али је услед краја Хабзбуршке монархије 1918. године, није никада коришћена као таква. Изградња њене унутрашњости завршена је 1923. године, а њено уметничко обликовање је остало непотпуно. Плафон ове сале је осликао познати сликар Алојз Ханс Шарм у славу владавине Хабзбурга, под слоганом изборног клича цара Франца Јозефа „Viribus Unitis”, што би у преводу значило „ Уједињеним снагама”. 
Поред свечане сале налази се бочна галерија, која се користи као изложбени простор. Истовремено повезује и највећу салу Хофбурга и остатак простора.
Салу чини: 
- 20 горњих ложа по 10 места
- 26 доњих ложа по 8 места
- 6 ложа на бини
- 2 горње ложе по 8 места
- 2 доње ложе по 4 места

### Церемонијална сала
Церемонијална сала спада међу једне од најраскошнијих у комплексу Хофбург. Изграђена је почетком 19.века и до 1918. године је служила као престолна сала. У њој је 1810. године француски цар Наполеон запросио војвоткињу Мари Луиз, ћерку цара Франца Првог. На овом месту су се одржавале гала вечери попут „Бала на двору”, који је окупљао дворску свиту и аристократију.
У овој сали се одржава целовечерни музички програм, а гости ће моћи да прате и свечано отварање и поноћни додатак путем видео екрана. 
Салу чине: 
- 16 округлих столова по 10 места
- 8 ложа са стране по 10 места

### Витешка сала
Значај ове сале огледа се у догађају који се одиграо 1717. године, а то је крштење Марије Терезије. 
На 25. Светосавском балу овде ће се наћи једна од укупно четири бине са целовечерним музичким програмом. 

### Тајна одаја
У овој репрезентативној сали је цар Франц Јозеф Први је отварао аустро–угарске делегатске седнице. 
Сала је идеална за дружење ван велике балске гужве уз лагану позадинску музику из церемонијалне сале. 

### ОЕБС сала
ОЕБС сала служи као сала за састанке ОЕБС-а, који имају своје седиште у Хофбургу.
На Светосавском балу она се истиче зато што се налази у непосредној близини свечане сале. Ова сала служи као бар, али се за њу не продају карте за седење. 

## Програм
Програм Светосавског бала нуди бројне музичке и уметничке наступе, уз закуску и напитке. Бал званично почиње у 21:00h и траје до раних јутарњих часова.  Међутим, долазак гостију је у 19:00h, како би се у 21:00h обавило свечано отварање без ометања. Свечано отварање се одржава у Церемонијалној сали и Бечкој галерији, са извођењем Староградских песама. 
Свечано отварање подразумева церемонијални улазак почасних гостију са музичком тачком „1300 каплара”. Потом следи извођење Светосавске химне и свечани говори битнијих званица. Под свечаним отварањем се подразумевају и следећи догађаји:
- Извођење староградских песама, уз музичку пратњу оркестра и хора СНП са солистима
- Балетска тачка: Прва српска опера „На уранку”, композицију Станислава Биничког
- Опера Кармен
- Арија Силва из оперете „Књегиња чардаша”

Око 22:00 почиње музички програм у Свечаној, Церемонијалној, Витешкој сали и Хофбург салону. У Свечаној сали одржава се инструментално извођење песме „На лепом плавом Дунаву”, композитора Јохана Штрауса Млађег. „Велики староградски валцер” на Светосавском балу 2024. године биће изведен од стране Тамаре Рађеновић, хора СНП и солиста. 
Традиционална изведба „Српског кадрила” по композицији Јохана Штрауса Млађег, изводи се тачно у поноћ. На плес су добродошли сви гости бала.  После традиционалних протокола, забава се наставља до дубоко у ноћ. Према плану и програму одржавања јубиларног 25. Светосавског бала, званични крај церемоније је у 03:00h.

## Уметници
Уметници који наступају на Светосавском балу су распоређени по салама. Сале у којима наступају музичари и певачи су Свечана сала, Церемонијална сала и Витешка сала, као и Хофбург хол и Хогбург салон. 
Уметници који наступају на Светосавском балу су: 
- Тамара Рађеновић, оперска уметница
- Беобалет
- DUSHA Connection
- Оркестар опере СНП (српско народно позориште)

- Милана Продановић, солисткиња
- А:Музика Бенд

Поред наведених уметника, савремени извођачи ће такође наступати на Светосавском балу 2024. године. Неки од њих су Жељко Јоксимовић, Јелена Гавриловић, Ана Штајдохар, Стефан Здравковић и многи други. 
Уметнички директор Светосавског бала је Милорад Самарџија, добитник покрајинских, републичких и државних првих награда за постигнуте резултате. 
Музички директор бала је Иван Илић, српски клавијатуриста, диригент, аранжер, композитор и тромбониста. Доцент је на Факултету музичке уметности у Београду на катедри за џез и популарну музику од 2018. године. 

## Правила облачења
Бал је свечаност вишеструких доживљаја, којима поред плеса, музике и амбијента припада и одређено одевање. У случају непоштовања правила облачења, неће бити дозвољен улазак на бал, иако је посетилац купио карту. Такође, новац за купљену карту и евентуално седеће место неће бити враћен. 
Правила облачења се налазе исписана на карти, из разлога што се иста разликују за сваки бечки бал.   Најчешћи кодекс облачења је „ црна кравата” (енгл. black tie). То значи да би господа требала да дође у црном сакоу, црним панталонама, црним ципелама, белој кошуљи са крагном и црном лептир машном.  За даме се траже свечане хаљине пуне дужине и рукавице. Да би плес прошао глатко и неограничено, саветује се да хаљина буде широка и да тече на дну.   У овај кодекс облачења за даме не спадају кратке хаљине и сукње, коктел хаљине, одела и ношње, а за господу се то односи на одела са краватом и ношње. 
Даме треба да избегавају ношење белих хаљина, јер су те хаљине резервисане за дебитанткиње. 
Посебну пажњу треба обратити на обућу. Традиционално, мушке ципеле су једноставне, црне и добро углачане, док женске ципеле имају потпетицу мале до средње величине. Кожни ђонови су пожељнији од гумених, јер знатно олакшавају извођење брзих окрета потребних за бечки валцер. Прилично је уобичајено доћи у једном пару обуће, а променити их у други, прикладнији пар, пре него што се пређе на плесни подијум. 